# عاتكة بنت يزيد
عاتكة بنت يزيد بن معاوية بن أبي سفيان، أميرة أموية. كانت زوجة لعبد الملك بن مروان، أنجبت له الخليفة يزيد بن عبد الملك ومروان بن عبد الملك. وصفت بأنها عالمة، كما اشتهرت بسخاءها على المحتاجين، حتى قيل أنها أنفقت مالها على الفقراء من آل سفيان. عرفت بأنها تضع خمارها (أي تكشف حجابها) بين أيدي أثنى عشر خليفة (من بين أربعة عشر خليفة أموي) كلهم لها محرم، ولا يُعرف امرأة لها كل هذا العدد من المحارم من الخلفاء، والخلفاء هم:
| الترتيب | الخليفة             | صلة القرابة |
| ------- | ------------------- | ----------- |
| 1       | معاوية بن أبي سفيان | جدها        |
| 2       | يزيد بن معاوية      | أبوها       |
| 3       | معاوية بن يزيد      | أخوها       |
| 4       | مروان بن الحكم      | والد زوجها  |
| 5       | عبد الملك بن مروان  | زوجها       |
| 6       | الوليد بن عبد الملك | أبناء زوجها |
| 7       | سليمان بن عبد الملك | أبناء زوجها |
| 9       | يزيد بن عبد الملك   | ابنها       |
| 10      | هشام بن عبد الملك   | ابن زوجها   |
| 11      | الوليد بن يزيد      | حفيدها      |
| 12      | يزيد بن الوليد      | أحفاد زوجها |
| 13      | إبراهيم بن الوليد   | أحفاد زوجها |

- أنجبت عاتكة بنت يزيد لعبد الملك بن مروان (يزيد ومروان وأم كلثوم).
- تصدقت عاتكة بنت يزيد بمالها كله لفقراء آل أبي سفيان وأوقفته عليهم.
- لمّا قُتل مصعب بن الزبير بعث عبد الملك بن مروان رأسه إلى الكوفة ثم بعثه إلى أخيه عبد العزيز بن مروان بمصر ثم سيره إلى دمشق فأخذته عاتكة بنت يزيد بن معاوية فغسلته ودفنته وقالت أما رضيتم بما صنعتم حتى تطوفوا به في المدن، هذا بغي.[3][4]
- عاشت عاتكة بدمشق بعصر الدولة الأموية، أدركت وفاة حفيدها الوليد بن يزيد،[5] سنة 126 هـ (744 م) ودفنت في دمشق .